# 인형의 집으로 오세요
《인형의 집으로 오세요》(Welcome To The Dollhouse)는 미국에서 제작된 토드 솔론즈 감독의 1995년 코미디, 드라마 영화이다. 헤더 마타라조 등이 주연으로 출연하였고 테드 스킬만 등이 제작에 참여하였다.

## 출연

### 주연
- 헤더 마타라조

### 조연
- 매튜 페이버
- 브렌단 섹스톤
- 에릭 마비우스
- 윌 라이먼
- 리카 마르덴스

## 한국어 더빙 성우진(MBC, 1999년 1월 2일)
- 엄현정 - 돈 (헤더 마타라조)
- 박선영 - 미시 (다리아 칼리니나)
- 이선주 - 브랜든 (브렌든 섹스턴 3세)
- 정미연 - 롤리타 (빅토리아 데이비스)
- 김순선 - 마크 (매튜 페이버)
- 이미자 - 렐피 (디미트리 데프레스코)
- 송준석 - 교장
- 강희선
- 최원형
- 정남
- 최석필

## 기타
- 공동제작: 댄 파틀랜드
- 협력프로듀서: 제이슨 클리어트
- 협력프로듀서: 조아나 빅센트
- 미술: 수잔 블록
- 의상: 멜리사 토스
- 배역: 앤 구더